# (4313) Bouchet
(4313) Bouchet ist ein Hauptgürtelasteroid, der am 21. April 1979 von dem belgischen Astronomen Henri Debehogne am La-Silla-Observatorium entdeckt wurde.
Der Asteroid wurde nach Patrice Bouchet, einem Astronomen an der Europäischen Südsternwarte, benannt.